# Menhir de Ranion
Le menhir de Ranion est un menhir situé à Pleucadeuc, dans le Morbihan en France.

## Localisation
Le menhir est situé près du lieu-dit du même nom, dans le bois de l'Enclos, à environ 4 km à l'ouest du bourg de Pleucadeuc.

## Historique
Le menhir est mentionné dans l'ouvrage de 1847 de Cayot-Delandre qui lui accorde 8 m de hauteur!

## Description
Le menhir est constitué d'un grand bloc de granite haut de 6,40 m, large de 3,50 m et d'une épaisseur d'environ 1 m. Le menhir a été débité sur place, l'emplacement de son prélèvement est encore visible. L'axe longitudinal est orienté est-ouest. La face orientale comporte plusieurs cupules de 5 à 6 cm de diamètre,.